# Ochotonidae

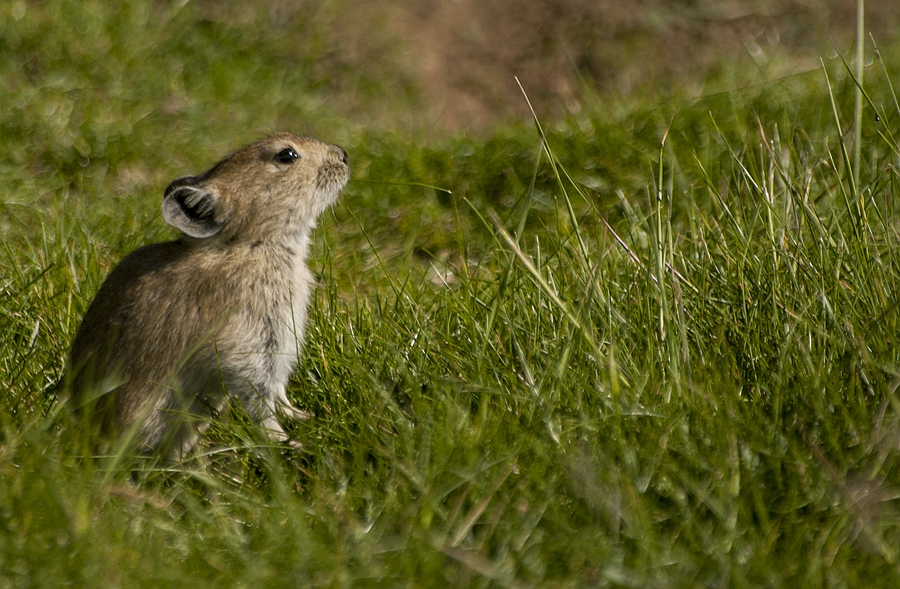
Ochotonidae.

Los ocotónidos (Ochotonidae) son una familia de mamíferos lagomorfos, orden en el cual se incluyen también los conejos y las liebres (Leporidae). Se reconoce un género actual y 30 especies.
Se conocen vulgarmente como picas, pikas, liebres silbadoras o conejos de roca. El nombre común deriva de la palabra piika, usada por los tunguses del este de Siberia para designar a estos animales.

## Características
Se caracterizan por sus miembros cortos, traseros y delanteros de la misma medida, orejas pequeñas y redondeadas y carecer de cola visible. Su tamaño varía de 10 a 30 cm y pesan de 100 a 200 g. Su aspecto recuerda al de un hámster, pero los dos pares de incisivos superiores los identifican como lagomorfos. Su fórmula dental es {\displaystyle {\tfrac {2.0.3.2}{1.0.2.3}}}

## Biología y ecología
Las picas son nativas de climas fríos, principalmente en Asia, América del Norte y partes de Europa oriental. Se las conoce también como liebres silbadoras, debido a su agudo grito de alerta. Viven generalmente en grupos familiares y comparten las tareas de recolección de comida y vigilancia.
Las picas están en el máximo de su actividad antes del invierno. Debido a que no hibernan, necesitan abrigarse y alimentarse durante el invierno. Antes de la llegada de este, las picas juntan hierba fresca y la dejan en pilas para que se seque. Una vez que la hierba se ha secado la almacenan en sus madrigueras para consumirla durante el invierno. Es común que las picas roben el heno de otras guaridas; en tales casos, las disputas que resultan son a veces aprovechadas por depredadores vecinos como hurones y aves de rapiña.

## Géneros
- †Alloptox (Dawson, 1961)
- †Amphilagus (Tobien, 1974)
- †Bellatona (Dawson, 1961)
- †Cuyamalagus (Hutchison & Lindsay, 1974)
- †Desmatolagus (Matthew & Granger, 1923)
- †Gripholagomys (Green, 1972)
- †Hesperolagomys (Clark et al., 1964)
- †Kenyalagomys (MacInnes, 1953)
- †Lagopsis (Schlosser, 1894)
- Ochotona (Link, 1795)
- †Ochotonoides (Teilhard de Chardin & Young, 1931)
- †Ochotonoma (Sen, 1998)
- †Oklahomalagus (Dalquest et al., 1996)
- †Oreolagus (Dice, 1917)
- †Piezodus (Viret, 1929)
- †Prolagus - considerado por algunos autores como miembro de otra familia, Prolagidae.[1]
- †Russellagus (Storer, 1970)
- †Sinolagomys small>(Bohlin, 1937)
- †Titanomys (von Meyer, 1843)